# Henry Brooke (11. baron Cobham)
Henry Brooke KG (ur. 22 listopada 1564, zm. 3 lutego 1619 w Tower of London) – angielski arystokrata, najstarszy syn Williama Brooke’a, 10. barona Cobham, i Frances Newton, córki sir Johna Newtona.
Początek kariery Henry’ego to rok 1588, kiedy młody Brooke został wybrany do Izby Gmin jako reprezentant hrabstwa Kent. W latach 1592–1593 reprezentował hrabstwo Hedon. Po śmierci ojca w 1597 r. został 11. baronem Cobham i zasiadł w Izbie Lordów. Utrzymywał bliskie stosunki ze swoim szwagrem, Robertem Cecilem. Był przeciwnikiem lorda Essexa, którego ubiegł w wyścigu do wakującego po śmierci ojca Henry’ego urzędu lorda strażnika Pięciu Portów. Henry został w 1597 lordem namiestnikiem Kentu. 23 kwietnia 1599 został kawalerem Orderu Podwiązki. W 1600 podejmował królową Elżbietę I w swojej londyńskiej rezydencji.
Kiedy w 1600 lord Essex zawiązał spisek przeciwko królowej usunięcie Cobhama z dworu królewskiego było jednym z jego postulatów. Po wykryciu spisku w 1601 i aresztowaniu Essexa, ten zaczął wysuwać oskarżenia w kierunku Cobhama, któremu jednak udało się odrzucić wszystkie zarzuty.
Śmierć Elżbiety I w 1603 i wstąpienie na tron Jakuba I Stuarta oznaczały początek końca kariery Cobhama. Cobham znany był ze swoim prokatolickich sympatii więc kiedy w lipcu 1603 wykryto spisek Williama Watsona, w którym uczestniczył młodszy brat Cobhama, George Brooke, cień podejrzenia padł na barona, którym w tym czasie zawiązał kolejny spisek (zwany spiskiem Cobhama lub Głównym Spiskiem) i starał się uzyskać pomoc od hiszpańskiego ambasadora, hrabiego Aremberga. Również i ten spisek został wykryty i Cobham został uwięziony w Tower of London.
Proces Cobhama rozpoczął się 18 listopada. Baron utracił wszystkie tytuły i urzędy oraz został skazany na śmierć. Egzekucja miała odbyć się w Winchesterze 10 grudnia, ale król Jakub rozmyślił się i Cobham powrócił do Tower. W więzieniu pozostał do 1617, kiedy pozwolono mu odwiedzić Bath. Jesienią wrócił do Tower. Wkrótce stan jego zdrowia pogorszył się. Cobham zmarł 3 lutego 1619 r.
Ok. 27 maja 1601 Cobham poślubił lady Frances Howard (zm. lipiec 1628), córkę Charlesa Howarda, 1. hrabiego Nottingham, i Katherine Carey, córki 1. barona Hunsdon. Małżonkowie nie mieli razem dzieci.